# Sakurai
Sakurai (桜井市?) è una città giapponese della prefettura di Nara, dalla lunga storia.
Sakurai fu per breve tempo capitale del Giappone durante il regno dell'imperatore Yūryaku.  La vita della corte Imperiale era incentrata presso il Palazzo Hatsuse no Asakura dove l'imperatore ha vissuto tra il 457 e il 479.  Altri imperatori successivamente costruirono palazzi e monumenti nella città, tra cui:
- Palazzo Iware no Mikakuri, 480–484[2] nel regno dell'imperatore Seinei[3]
- Palazzo Nimiki, 499–506, nel regno dell'imperatore Buretsu[4]
- Palazzo Iware no Tamaho, 526–532[2] nel regno dell'imperatore Keitai[5]
- Palazzo Hinokuma no Iorino, 535-539[2] nel regno dell'imperatore Senka[6]
- Palazzo Osata no Sakitama o Osada no Miya, 572–585[7] nel regno dell'imperatore Bidatsu[8]

Sakurai è sede del Santuario di Ōmiwa, considerato una delle più antiche sedi Shinto dedicate alla dea della salute.
La parte moderna fu fondata il 1º settembre 1956.

## Monumenti e luoghi d'interesse
- Templi Buddhisti
  - Miwasanbyōdō-ji
  - Hase-dera
  - Asuka-dera
  - Tachibana-dera
  - Abemonju-in
  - Seirin-ji
- Santuari Shintoisti
  - Santuario Ōmiwa
  - Santuario Tanzan
  - santuario Kasayamakō
  - Santuario Tamatsura

## Amministrazione

### Gemellaggi
Chartres